# Klaus Frühauf
Klaus Frühauf (ur. 12 października 1933 w Halle, zm. 11 listopada 2005 w Rostocku) – pisarz niemiecki, czołowy autor science fiction w NRD.
Pracował jako ślusarz, ukończył później studia inżynierskie. Był również dziennikarzem. Od 1980 utrzymywał się z literatury, był prezesem stowarzyszenia pisarzy w Rostocku. Pełnił funkcję burmistrza miejscowości Ziesendorf. Otrzymał m.in. nagrodę literacką miasta Rostock.
Opublikował m.in.:
- Mutanten auf Andromeda (1974)
- Kurs zur Erde (1975)
- Am Rande wohnen die Wilden (1976)
- Das Wasser des Mars (1977)
- Stern auf Nullkurs (1979)
- Genion (1981)
- Das fremde Hirn (1982)
- Die Bäume von Eden (1983)
- Die letzte Wahrheit (1983)
- Das verhängnisvolle Experiment (1984)
- Experimente (1985)
- Die Mütter der Kosmonauten (1986)
- Lautlos im Orbit (1988)
- Das Monster von Llahna (1990)
- Parade reposte (1990)
- Finale (1996)